# Athlétisme aux Jeux panaméricains de 1983
Navigation
Résultats des épreuves d'athlétisme des Jeux panaméricains de 1983 disputés à Caracas du 14 au 29 août 1983.

## Résultats

### Hommes
| Épreuves          | Or                                                                         | Argent                                                                                  | Bronze                                                                         |
| ----------------- | -------------------------------------------------------------------------- | --------------------------------------------------------------------------------------- | ------------------------------------------------------------------------------ |
| 100 m             | Leandro Peñalver 10 s 06                                                   | Juan Núñez 10 s 14                                                                      | Sam Graddy 10 s 18                                                             |
| 200 m             | Elliott Quow 20 s 42                                                       | Leandro Peñalver 20 s 53                                                                | Bernie Jackson 20 s 81                                                         |
| 400 m             | Cliff Wiley 45 s 02                                                        | Lázaro Martínez 45 s 37                                                                 | Gerson de Souza 45 s 45                                                        |
| 800 m             | Agberto Guimarães 1 min 46 s 31                                            | José Luiz Barbosa 1 min 46 s 65                                                         | Stanley Redwine 1 min 47 s 26                                                  |
| 1 500 m           | Agberto Guimarães 3 min 42 s 91                                            | Ross Donahue 3 min 43 s 09                                                              | Chuck Aragon 3 min 44 s 57                                                     |
| 5 000 m           | Eduardo Castro 13 min 54 s 11                                              | Gerardo Alcalá 13 min 54 s 37                                                           | Domingo Tibaduiza 13 min 59 s 68                                               |
| 10 000 m          | José Gómez 29 min 14 s 75                                                  | Domingo Tibaduiza 29 min 17 s 12                                                        | Mark Nenow 29 min 22 s 46                                                      |
| Marathon          | Jorge González 2 h 12 min 43 s                                             | César Mercado 2 h 20 min 30 s                                                           | Miguel Cruz 2 h 21 min 12 s                                                    |
| 3 000 m steeple   | Emilio Ulloa 8 min 57 s 62                                                 | Carmelo Ríos 9 min 1 s 47                                                               | Greg Duhaime 9 min 6 s 03                                                      |
| 110 m haies       | Roger Kingdom 13 s 44                                                      | Alejandro Casañas 13 s 51                                                               | Tonie Campbell 13 s 54                                                         |
| 400 m haies       | Frank Montiéh 50 s 02                                                      | Antônio Díaz Ferreira 50 s 08                                                           | James King 50 s 31                                                             |
| 20 km marche      | Ernesto Canto 1 h 28 min 12 s                                              | Raúl González 1 h 29 min 21 s                                                           | Héctor Moreno 1 h 30 min 05 s                                                  |
| 50 km marche      | Raúl González 4 h 0 min 45 s                                               | Martín Bermúdez 4 h 4 min 20 s                                                          | Querubín Moreno 4 h 23 min 20 s                                                |
| Relais 4×100 m    | États-Unis Sam Graddy Bernie Jackson Ken Robinson Elliott Quow 38 s 49     | Cuba Osvaldo Lara Leandro Peñalver Silvio Leonard José Isalgue 38 s 55                  | Brésil Gerson de Souza João Batista Silva Nelson Rocha Robson da Silva 39 s 08 |
| Relais 4×400 m    | États-Unis Alonzo Babers Mike Bradley James Rolle Eddie Carey 3 min 0 s 47 | Brésil Evaldo da Silva José Luiz Barbosa Agberto Guimarães Gerson de Souza 3 min 2 s 79 | Cuba Lázaro Martínez Augustin Pavo Carlos Reyte Héctor Herrera 3 min 3 s 15    |
| Saut en hauteur   | Francisco Centelles 2,29 m                                                 | Leo Williams 2,27 m                                                                     | Jorge Alfaro 2,25 m                                                            |
| Saut à la perche  | Mike Tully 5,45 m                                                          | Jeff Buckingham 5,25 m                                                                  | Tom Hintnaus 5,20 m                                                            |
| Saut en longueur  | Jaime Jefferson 8,03 m                                                     | Vesco Bradley 7,99 m                                                                    | Juan Felipe Ortíz 7,91 m                                                       |
| Triple saut       | Jorge Reyna 17,05 m                                                        | Lázaro Betancourt 16,75 m                                                               | José Salazar 16,26 m                                                           |
| Lancer du poids   | Luis Delís 18,24 m                                                         | Gert Weil 17,30 m                                                                       | Hubert Maingot 16,48 m                                                         |
| Lancer du disque  | Luis Delís 67,32 m                                                         | Bradley Cooper 62,38 m                                                                  | Juan Martínez 62,04 m                                                          |
| Lancer du marteau | Genovevo Morejón 65,34 m                                                   | Harold Willers 64,22 m                                                                  | Alfredo Luis 63,16 m                                                           |
| Lancer du javelot | Laslo Babits 81,40 m                                                       | Ramón González 78,34 m                                                                  | Amado Morales 77,40 m                                                          |
| Décathlon         | Dave Steen 7 958 pts                                                       | Douglas Fernández 7 726 pts                                                             | Freddy Aberdeen 7 262 pts                                                      |

### Femmes
| Épreuves          | Or                                                                             | Argent                                                                              | Bronze                                                                                  |
| ----------------- | ------------------------------------------------------------------------------ | ----------------------------------------------------------------------------------- | --------------------------------------------------------------------------------------- |
| 100 m             | Esmeralda García 11 s 31                                                       | Jackie Washington 11 s 33                                                           | Luisa Ferrer 11 s 38                                                                    |
| 200 m             | Randy Givens 23 s 14                                                           | LaShon Nedd 23 s 39                                                                 | Luisa Ferrer 23 s 39                                                                    |
| 400 m             | Charmaine Crooks 51 s 49                                                       | Ana Fidelia Quirot 51 s 83                                                          | Esther Gabriel 52 s 45                                                                  |
| 800 m             | Nery McKeen 2 min 02 s 20                                                      | Ranza Clark 2 min 02 s 44                                                           | Alejandra Ramos 2 min 03 s 65                                                           |
| 1 500 m           | Ranza Clark 4 min 16 s 18                                                      | Cindy Bremser 4 min 17 s 67                                                         | Missy Kane 4 min 21 s 39                                                                |
| 3 000 m           | Joan Benoit 9 min 14 s 19                                                      | Brenda Webb 9 min 28 s 69                                                           | Monica Regonesi 9 min 41 s 87                                                           |
| 100 m haies       | Benita Fitzgerald 13,16 m                                                      | Kim Turner 13,39 m                                                                  | Elida Aveillé 13,41 m                                                                   |
| 400 m haies       | Judi Brown 56,03 m                                                             | Sharieffa Barksdale 56,09 m                                                         | Gwen Wall 56,93 m                                                                       |
| 4 × 100 m         | États-Unis Alice Jackson Jackie Washington Brenda Cliette Randy Givens 43 s 21 | Trinité-et-Tobago Jullian Forde Janice Bernard Esther Hope Angela Williams 44 s 63  | Canada Karen Nelson Tanya Brothers Charmaine Crooks Jillian Richardson 44 s 77          |
| 4 × 400 m         | États-Unis Alice Jackson Judi Brown Easter Gabriel Kelia Bolton 3 min 29 s 97  | Canada Christine Slythe Gwen Wall Charmaine Crooks Jillian Richardson 3 min 30 s 24 | Cuba Mercedes Álvarez Nery McKeen Caridad Mayra Guerra Ana Fidelia Quirot 3 min 30 s 76 |
| Saut en hauteur   | Coleen Sommer 1,91 m                                                           | Silvia Costa 1,88 m                                                                 | Joni Huntley 1,82 m                                                                     |
| Saut en longueur  | Kathy McMillan 6,70 m                                                          | Eloína Echevarría 6,61 m                                                            | Pat Johnson 6,33 m                                                                      |
| Lancer du poids   | María Elena Sarría 19,34 m                                                     | Rosa Fernández 17,39 m                                                              | Lorna Griffin 16,61 m                                                                   |
| Lancer du disque  | María Betancourt 59,62 m                                                       | Maritza Martén 59,62 m                                                              | Lorna Griffin 56,52 m                                                                   |
| Lancer du javelot | María Caridad Colón 63,76 m                                                    | Mayra Vila 63,32 m                                                                  | Marieta Riera 53,60 m                                                                   |
| Heptathlon        | Conceição Geremias 6 084 pts                                                   | Cindy Greiner 6 068 pts                                                             | Elida Aveillé 5 755 pts                                                                 |

## Tableau des médailles
| Rang | Nation                 | Or | Argent | Bronze | Total |
| ---- | ---------------------- | -- | ------ | ------ | ----- |
| 1    | États-Unis             | 14 | 11     | 13     | 38    |
| 2    | Cuba                   | 12 | 12     | 10     | 34    |
| 3    | Brésil                 | 4  | 3      | 3      | 10    |
| 3    | Canada                 | 4  | 3      | 3      | 10    |
| 5    | Mexique                | 4  | 3      | 1      | 8     |
| 6    | Porto Rico             | 1  | 2      | 1      | 4     |
| 7    | Chili                  | 1  | 1      | 2      | 4     |
| 8    | Colombie               | 0  | 1      | 3      | 4     |
| 8    | Venezuela              | 0  | 1      | 3      | 4     |
| 10   | TRI                    | 0  | 1      | 1      | 2     |
| 11   | République dominicaine | 0  | 1      | 0      | 1     |
| 11   | Bahamas                | 0  | 1      | 0      | 1     |